# 第101建設隊
第101建設隊（だい101けんせつたい、JGSDF 101st Railway Construction Unit）は、陸上自衛隊で唯一の鉄道部隊である。
1960年2月17日に編成され、1966年4月1日に廃止された。

## 概要
発足当初の隊員数は約120名で、本建設隊の目的には鉄道連隊とは異なり、外地での活動は含まれていなかった。主目的は、災害などで被害を受けた鉄道の復旧や自衛隊の補給任務であり、また、国鉄のストライキ時の輸送の確保、日本領土内が戦場となった際の国民への食料輸送であった。

## 経緯・実績
昭和30年代までの日本は道路網が未発達であったが、交通輸送手段としては日本国有鉄道（国鉄）の路線が全国津々浦々に展開しており、有事の際にはこれに依存し最大限活用しなければならなかった。しかし、当時国鉄においては労働運動が活発で、労働争議（ストライキ）が頻発しており、事態を憂慮した陸上幕僚監部は、急遽鉄道専門部隊を設立することを決めた。国鉄から9600形蒸気機関車1両（9677）を購入し、陸軍鉄道連隊が使用していた演習線のうちの、習志野線の一部を取得。列車の運転や整備のみならず、線路の建設・維持、測量・抗朽から架橋、ポイント・信号機の操作等多岐に渡った。島松、霞ヶ浦、古河、桂などの補給処専用線やプラットホームの新設・改修も行った。災害派遣においても国鉄路線の復旧に尽力し、その能力を遺憾なく発揮した。
にもかかわらず僅か6年余りで解隊に至ったのは、急速に進むモータリゼーションに伴う高速道路網の整備と、その趨勢に従い陸上幕僚監部が本隊の意義を予算当局に対し説得出来なかった(下記の通り高額な維持費も一つの要因)といわれている。
動力近代化計画によって国鉄の近代化が進むにつれ、鉄道の動力車の主力は蒸気機関車からディーゼルカーや電車になっていくが、本建設隊の主力機は9600形蒸気機関車であった。電気機関車や電車では架線を攻撃されて破損したときに列車を運行できないことが蒸気機関車を主力機としていた理由である。しかし、9600形蒸気機関車は維持費がかかるため、会計検査院から「防衛費の無駄遣い」と指摘され、本建設隊解散の一つの要因となった。使用していた9600形蒸気機関車は朝霞駐屯地内に保存する話も浮上していたが、輸送費に250万円もかかることがわかり、保存はかなわず、解体された。

## 沿革
- 1958年（昭和33年）：基幹要員の養成に着手。

第101建設隊
- 1960年（昭和35年）2月17日：旧立川駐屯地（現在の東立川駐屯地）において第1施設群の隷下部隊として新編[4]。定員200名。翌月、津田沼の旧鉄道第二連隊跡地に移駐(現・コナミスポーツクラブ津田沼)[5]。
- 1963年（昭和38年）：日本海沿岸で発生した雪害（38豪雪）に災害派遣で出動。
- 1964年（昭和39年）：新潟地震に災害派遣で出動。
- 1966年（昭和41年）4月1日：部隊廃止。廃止時所属81名。

## 歴代隊長
| 代数 | 階級    | 氏名      | 在任期間                        |
| ---- | ------- | --------- | ------------------------------- |
| 1    | 2等陸佐 | 大谷 義雄 | 1960年02月17日 - 1961年08月03日 |
| 2    | 2等陸佐 | 赤松 敏雄 | 1961年08月04日 - 1963年07月31日 |
| 3    | 3等陸佐 | 野崎 晋一 | 1963年08月01日 - 1966年04月01日 |

## 保有車両
- 9600形蒸気機関車 9677
1915年川崎造船所製、1959年に大宮機関区で廃車、その後第101建設隊に譲渡された。陸自配属時、ナンバーは従来のとおりだったが、運転室側面にサクラにE（技術部隊を表すEngineeringの略号）の字を入れたマークがつけられた。同隊解散後、輸送学校で保存したいとの意向もあったが、その車両の運搬費用が250万円（当時）もかかるとあって、断念せざるを得なかった。津田沼から東北本線古河駅に回送され、引き込み線によって施設補給処に留置、1970年3月に解体された。
- 0-4-0（B）蒸気機関車
1946年3月協三工業製の15t級B形タンク機関車（製造番号15010）、元は三菱重工業古河工場で使用していた。1956年6月、陸自輸送学校が教材として譲り受けていたものを運用した。同隊廃止後は輸送学校に保存されていたが、老朽化のため各部に傷みが激しく、校舍を増建する際の移動に耐えられないと判断され、1993年に廃棄処分され、払い下げを受けた業者のスクラップ置き場に10年以上放置されていた[6]が、現在は栃木県那須烏山市の那珂川清流鉄道保存会で保存されている[7]。
- ワム3500形有蓋貨車 ワム5014
小岩駅常備。車両解結訓練のほか、作業時の授業や休憩用にも使用された。

- 一〇〇式鉄道牽引車 および 九七式軽貨車
1967年6月、国鉄東京鉄道管理局より無償譲渡[8]。部隊解散後の引き渡しであったため、隊の装備としては使用されていない。以後は輸送学校の管理下で朝霞駐屯地で保存され、2007年より修復計画が立ち上げられて2011年に完了、再び朝霞駐屯地内にて保存・展示されているが九七式軽貨車の姿は見られなくなった[9]。

## 海上自衛隊呉弾薬整備補給所の専用軌道
江田島の切串地区にある海上自衛隊の呉弾薬整備補給所には、弾薬類を運搬するための専用軌道が敷かれていた。2010年ごろまでに使用を終了。軌道の撤去も進んだが、2024年3月11日現在も軌道が一部残っている。
車両は小型のディーゼル機関車と貨車を使用。1959年に加藤製作所製のディーゼル機関車を導入した。1992年には堀川工機製のディーゼル機関車（車軸配置B、牽引能力7t）が導入され、加藤製作所製のディーゼル機関車は老朽化のため1994年に処分された。
最後まで使われた車両も老朽化のため2015年に処分が決まったが、海上自衛隊に残る唯一の鉄道車両であることが評価されて静態保存されることになった。保存先は呉弾薬整備補給所ではなく、かつて呉線につながっていた引込線で同型の機関車が導入されていたことや、視察・研修者が多く広報効果が見込まれるといった理由から呉造修補給所に。2017年から展示されている。